# Tra Telligman
Tracy Telligman (na maioria das vezes anunciado como "Tra" Telligman / treɪ /; Dallas, Texas, Estados Unidos, 7 de fevereiro de 1965) é um boxeador e lutador de  MMA norte-americano aposentado. Telligman foi aluno de Ken Shamrock e já lutou em eventos como UFC, PRIDE, e Pancrase. Ele também é conhecido por lutar, apesar de ter apenas um músculo peitoral.